# Filomena Marona Beja
Filomena Marona Beja (Lisboa, 9 de junho de 1944 – Lisboa, 29 de dezembro de 2023) foi uma escritora portuguesa premiada com o Grande Prémio de Literatura DST e o Grande Prémio de Romance e Novela APE/DGLB.

## Biografia
Filomena Marona Beja nasceu em 1944, no dia 19 de junho, na capital portuguesa.  Após ter terminado os estudos no Liceu Francês em Lisboa, estudou na Faculdade de Ciências da Universidade de Lisboa.
Profissional da área da documentação técnico-científica, Filomena Marona Beja estreou-se no romance com As Cidadãs (1998), livro que transporta o/a leitor/a para a Lisboa do início do século XX e cuja reedição, em 2009, coincidiu com as comemorações do centenário da implantação da República.
Em 2011, Filomena Marona Beja editou o seu primeiro livro de contos, Histórias Vindas a Conto, colectânea ilustrada com fotografias de André Beja. Em Abril de 2018, é editado De Volta (aos contos).  
Em 2014 editou Franceses Marinheiros e Republicanos (2014), conjunto de novelas ilustrado pela artista plástica Maria José Ferreira. 
Filomena Marona Beja faleceu a 29 de dezembro de 2023, no Hospital de S. José em Lisboa, aos 79 anos.

## Obras
Entre as suas obras encontram-se: 
- Betânia (2000)
- A Sopa (2004) — com o qual ganhou o Grande Prémio de Literatura DST em 2006
- A Duração dos Crepúsculos (2006)
- A Cova do Lagarto (2007) — galardoado com o Grande Prémio de Romance e Novela APE/DGLB[9]
- Bute Daí Zé (2010)[10]
- "Eléctrico 16" (2013) [11]
- Um Rasto de Alfazema (2015)
- Avenida do Príncipe Perfeito (2016)